# Alfredo Varelli
Alfredo Varelli, nome d'arte di Alfredo Ciavarella (Saracinesco, 31 agosto 1914 – Roma, 18 agosto 1996), è stato un attore italiano.

## Biografia
Esordisce giovanissimo nel cinema con il film di propaganda Vecchia guardia (1935), nel quale interpreta la parte di un giovane squadrista alla vigilia della Marcia su Roma. Negli anni successivi appare quasi esclusivamente in ruoli secondari in film avventurosi o di costume, ad eccezione del film di Pino Mercanti, del 1945, All'ombra della gloria, dove recita nel ruolo del protagonista, e ne La cena delle beffe del 1941 dove ricopre la parte di Gabriello Chiaramantesi, uno dei personaggi principali. Dal 1961 dirada le sue apparizioni, lavorando in modeste produzioni. Il suo ultimo ruolo di rilievo è del 1987 in un film di Peter Greenaway, Il ventre dell'architetto, nel quale interpreta Julio. Morì a Roma il 18 agosto 1996, all'età di 82 anni.

## Filmografia parziale

### Cinema
- Vecchia guardia, regia di Alessandro Blasetti (1934)
- Giuseppe Verdi, regia di Carmine Gallone (1938)
- Crispino e la comare, regia di Vincenzo Sorelli (1938)
- Inventiamo l'amore, regia di Camillo Mastrocinque (1938)
- Io, suo padre, regia di Mario Bonnard (1939)
- Follie del secolo, regia di Amleto Palermi (1939)
- La cena delle beffe, regia di Alessandro Blasetti (1941)
- L'amante segreta, regia di Carmine Gallone (1941)
- L'amore canta, regia di Ferdinando Maria Poggioli (1941)
- Fedora, regia di Camillo Mastrocinque (1942)
- Dente per dente, regia di Marco Elter (1943)
- All'ombra della gloria, regia di Pino Mercanti (1943)
- Vivere ancora, regia di Nino Giannini e Leo Longanesi (1945)
- Il sole di Montecassino, regia di Giuseppe Maria Scotese (1945)
- Il tiranno di Padova, regia di Max Neufeld (1946)
- La gondola del diavolo, regia di Carlo Campogalliani (1946)
- L'angelo e il diavolo, regia di Mario Camerini (1946)
- L'apocalisse, regia di Giuseppe Maria Scotese (1946)
- Amori e veleni, regia di Giorgio Simonelli (1949)
- Cavalcata d'eroi, regia di Mario Costa (1949)
- Il grido della terra, regia di Duilio Coletti (1949)
- La figlia del mendicante, regia di Carlo Campogalliani (1950)
- Buon viaggio, pover'uomo, regia di Giorgio Pàstina (1951)
- Quo vadis, regia di Mervyn LeRoy (1951)
- Tizio Caio Sempronio, regia di Marcello Marchesi, Vittorio Metz e Alberto Pozzetti (1951)
- Orizzonte infuocato, regia di Roberto Bianchi Montero (1957)
- Nel segno di Roma, regia di Guido Brignone e Michelangelo Antonioni (1958)
- Vino, whisky e acqua salata, regia di Mario Amendola (1962)
- F.B.I. operazione Baalbeck, regia di Marcello Giannini (1964)
- Sette contro la morte, regia di Edgar G. Ulmer e Paolo Bianchini (1964)
- Gli invincibili dieci gladiatori, regia di Nick Nostro (1964)
- 7 dollari sul rosso, regia di Alberto Cardone (1966)
- Il ventre dell'architetto, regia di Peter Greenway (1987)

## Doppiatori italiani
- Gualtiero De Angelis in Fedora

## Prosa televisiva RAI
- Daniele fra i leoni, regia Anton Giulio Majano, trasmessa il 14 ottobre 1955.
- Il serpente a sonagli, regia di Anton Giulio Majano, trasmessa il 19 ottobre 1956.
- Cavaliere senza armatura di Vittorio Calvino, regia di Giuseppe Di Martino, trasmessa il 26 agosto 1966.
- Il fischietto d'argento di Jules Romains, regia di Carlo Di Stefano, trasmessa il 20 gennaio 1967.